# Gabriel Zucman
Pour les articles homonymes, voir Zucman.
Gabriel Zucman, né le 30 octobre 1986 à Paris, est un économiste français.
Ancien enseignant en économie à la London School of Economics et à l'université de Californie à Berkeley, il est professeur des universités à l’École normale supérieure depuis 2023. Depuis juin 2021, il est également directeur de l'Observatoire fiscal de l'Union européenne à PSE - École d'économie de Paris.
Il est notamment connu pour ses travaux sur les inégalités sociales et de revenu et les paradis fiscaux, et pour sa proposition de taxe — surnommée « taxe Zucman » — en réponse au fait que dans le monde les grandes fortunes paient proportionnellement moins d'impôts que les classes moyennes.

## Biographie

### Jeunesse et études
Né le 30 octobre 1986 à Paris, Gabriel Zucman est le fils de deux docteurs en médecine. Il est le petit-fils de la médecin Élisabeth Zucman et le neveu de la médecin et chercheuse Jessica Zucman-Rossi.
Il intègre le concours sciences sociales de l'École normale supérieure Paris-Saclay en 2005, après une classe préparatoire (B/L) au lycée Henri-IV. Il étudie à la Paris School of Economics et y obtient le master Analyse et politique économique en 2008. Il cofonde pendant ces années la revue Regards croisés sur l'économie, dont il est rédacteur en chef de 2006 à 2013. Il obtient un doctorat en sciences économiques à l'École des hautes études en sciences sociales (EHESS) en 2013. Il rédige sa thèse Trois essais sur la répartition mondiale des fortunes sous la direction de Thomas Piketty.

### Parcours professionnel
Après avoir effectué un post-doc à l'université de Californie à Berkeley en 2013-2014, il enseigne l'économie à la London School of Economics (LSE) de 2014 à 2015 et y continue ses recherches avec Thomas Piketty. Il retourne ensuite à l'université de Californie à Berkeley où il est nommé professeur assistant en 2019. En 2023, il est élu professeur au département d'économie de l'École normale supérieure de la rue d'Ulm et à la Paris School of Economics.
Il est également chercheur affilié au Centre for Economic Policy Research (CEPR) depuis 2014 et au National Bureau of Economic Research (NBER) depuis 2015. De 2017 à 2018, il est professeur invité à l'université Stanford.
En 2019, il est préssenti pour un poste de professeur titulaire à l'université Harvard, mais n'est pas retenu. L'établissement ne conteste pas la qualité de ses recherches, mais considère que ses travaux suscitent des débats et des controverses sur les choix méthodologiques et les interprétations faites à partir de données souvent fragmentaires.

### Autres activités
En décembre 2017, le World Inequality Lab, dont Gabriel Zucman est membre du comité exécutif avec Facundo Alvaredo, Lucas Chancel, Thomas Piketty et Emmanuel Saez, publie le World Inequality Report 2018 qui est alors mondialement commenté par la presse.
Depuis juin 2021, Gabriel Zucman est directeur de l'Observatoire fiscal de l'UE, un laboratoire de recherche indépendant hébergé par l'École d'économie de Paris. L'Observatoire fiscal de l'UE mène des recherches innovantes sur la fiscalité, contribue à un débat démocratique et inclusif sur l'avenir de la fiscalité, et favorise le dialogue entre la communauté scientifique, la société civile et les décideurs politiques dans l'Union européenne et dans le monde.
Ses travaux sont particulièrement influents au sein des milieux politiques de gauche (La France insoumise le cite régulièrement) et altermondialistes comme Association pour la taxation des transactions financières et pour l'action citoyenne (Attac).

## Proposition de Loi Zucman
Un gouvernement en 2007 avait déjà envisagé de mettre en place un impôt minimum sur les revenus en limitant les déductions d'impôts offertes par les niches fiscales afin d'empêcher les « hauts revenus de déduire [...] la quasi-totalité de leurs revenus ». Un "impôt plancher" est un dispositif qui existe aux Etats-Unis ((en) Alternative Minimum Tax (AMT), appliquée aux hauts revenus depuis 1969),,,
Un projet de loi « Impôt plancher sur le patrimoine des ultra-riches », dite « Loi Zucman » ou « Taxe Zucman », de taxation du patrimoine des « ultra riches », multi-millionnaires, inspirée par l’économiste Gabriel Zucman, présentée par les écologistes, est adoptée à l’Assemblée nationale en première lecture, le 20 février 2025,. Elle est rejetée par le Sénat, le 12 juin,.
Cette initiative propose une réponse au constat que les grandes fortunes paient proportionnellement moins d'impôts que les classes moyennes. Elle entend instaurer un impôt minimum de 2 % sur les patrimoines supérieurs à 100 M€, en corrigeant la régressivité fiscale. Selon Gabriel Zucman, cette taxe pourrait générer jusqu’à 20 milliards d'euros de recette fiscale en France, et jusqu’à 250 milliards à l’échelle mondiale, si elle était mise en œuvre de manière coordonnée. En France, elle concernerait moins de 1 800 personnes.
Une personne disposant d'un milliard d'euros de patrimoine, aurait 2 % de ce milliards à payer en impôt, soit 20 millions. Si cette personne verse 15 millions en impôt, elle aurait à payer un complément de 5 millions pour atteindre cet impôt-plancher. Si sa richesse s'élève à 100 millions de patrimoine, son impôt minimal sera 2 millions d'euros, soit de quoi corriger une partie de l'optimisation fiscale généralement utilisée par les plus riches, et de quoi rétablir la progressivité de l'impot, qui en France diminue paradoxalement pour les plus riches.
Guillaume Allègre, économiste à l'Observatoire français des conjonctures économiques (OFCE), souligne cependant que la "Loi Zucman" taxerait des patrimoines qui ne rapportent rien à leur propriétaire, et s'interroge sur la situation des gens qui n'ont pas de liquidité pour payer l'impôt.
Sept lauréats du prix de la Banque de Suède en sciences économiques en mémoire d'Alfred Nobel, Daron Acemoglu, George Akerlof, Abhijit Banerjee, Esther Duflo, Simon Johnson, Paul Krugman, Joseph Stiglitz soutiennent dans une tribune au journal Le Monde que créer un impôt plancher sur les patrimoines des milliardaires devrait être une priorité. Ils signalent que « Les milliardaires mondiaux possèdent en patrimoine l’équivalent de 14 % du PIB de la planète, d’après le magazine Forbes ; les Français près de 30 % du PIB hexagonal »,,.
En 2024, Gabriel Zucman préconisait dans un rapport, à la demande de la présidence brésilienne du G20, la taxation des plus fortunés au niveau mondial par un impôt minimum équivalent à 2% de la fortune des quelque 3,000 milliardaires,.

## Recherche
Cette section ne s'appuie pas, ou pas assez, sur des sources secondaires ou tertiaires indépendantes du sujet. Le texte peut contenir des analyses inexactes ou inédites de sources primaires.
Pour l'améliorer, ajoutez-en, ou placez des modèles {{Source secondaire souhaitée}} ou {{Source secondaire nécessaire}} sur les passages mal sourcés. (juin 2025)
Son article le plus cité (2731 fois entre 2016 et juin 2025) par la littérature spécialisée économique et scientifique, publié en 2016 avec Emmanuel Saez porte sur l'évolution des inégalités de richesse aux États-Unis (1913–2012). Il y montre que la concentration de la richesse aux États-Unis a connu une forte baisse de 1929 (Crise de 1929) à la fin des années 1970, puis que le mouvement s'inverse, et que la concentration de la richesse augmente fortement et régulièrement : alors qu'en 1978, les 0,1 % américains les plus riches détenaient 7 % de la richesse nationale, ils en détenaient 22 % en 2012 (niveau proche de celui de 1929, juste avant la Grande dépression). Zucman constate aussi un rajeunissement des détenteurs de grandes fortunes, et une part croissante des revenus du travail dans leur richesse, par rapport aux années 1960. Dans le même temps, la richesse détenue par les 90 % les moins riches, en hausse jusqu’au milieu des années 1980, a entamé ensuite un déclin régulier. Selon les auteurs, deux facteurs principaux expliquent cela : la hausse des revenus les plus élevés, et l’accroissement des inégalités de taux d'épargne. Ces résultats issus de l'analyse des données capitalisées de l’impôt sur le revenu se montrent compatibles avec les données issues de l’Enquête sur les finances des consommateurs et des déclarations de succession, consolidant leur robustesse empirique[réf. nécessaire].
Avec une équipe d’économistes renommés (dont Facundo Alvaredo, Lucas Chancel, Thomas Piketty, Emmanuel Saez et Gabriel Zucman), il est co-rédacteur du World Inequality Report 2018, premier rapport publié par le World Inequality Lab de l’École d'économie de Paris et de l’Université de Californie à Berkeley, qui décrit les tendances mondiales en matière d'inégalités économiques. Ce rapport conclue à une augmentation marquée de la part de revenu et de richesse des individus les plus riches, presque partout dans le monde (occidental notamment) ; alors qu’une grande partie de la population mondiale a vu ses revenus stagner. Cette dynamique est source de pressions politiques et sociales accrues ; et d'une forte demande de données fiables et comparables à l’échelle internationale. Ce travail s'est appuyé sur de nouvelles séries statistiques, y compris venant de régions antérieurement peu documentés comme la Chine, l’Inde ou le Brésil. Il montre que les inégalités entre pays ont légèrement reculé (en raison du rattrapage économique de certaines nations dites émergentes), mais qu’elles se creusent fortement à l’intérieur même des pays, selon des trajectoires différentes, influencées par les institutions et les choix politiques nationaux[réf. nécessaire]. En matière de justice fiscale, de distribution des revenus et de conception de politiques économiques équitables, ce rapport a été une référence incontournable pour les décideurs publics et les chercheurs en économie et sciences sociales et politiques[source insuffisante]. Il sera 4 ans plus tard également co-rédacteur de l'édition 2022 du même rapport, qui confirme l'augmentation soutenue de la part de la richesse économique captée par les plus riches, dans un contexte de stagnation pour une large partie de la population, notamment dans les pays occidentaux. Ce rapport décrit les enjeux de redistribution, et explore des dimensions connexes auparavant peu documentées (inégalité entre les sexes, inégalités environnementales) et donne des pistes de réformes fiscales internationales[source insuffisante].
Sa troisième publication la plus citée, publiée en 2014 avec Piketty, porte sur l'évolution à long terme (de 1700 à 2010) des ratios richesse/revenu national, à partir de bilans patrimoniaux compilés pour les huit principales économies développées. Pour quatre de ces économies (États-Unis, Royaume-Uni, Allemagne, France), l’analyse a été rétrospectivement prolongée jusqu’au XVIIIᵉ siècle. Les auteurs constatent une hausse généralisée des ratios richesse/revenu depuis les années 1970, passant d’environ 200–300 % à 400–600 % en 2010. Ce niveau tend à rejoindre les valeurs observées en Europe au XVIIIᵉ et XIXᵉ siècles (600–700 %), avant le choc des deux Guerres mondiales et des politiques de redistribution qui ont suivie dans une grande partie du XXᵉ siècle. Cette remontée des inégalités aurait deux grandes causes :
- la hausse de la valorisation des actifs à long terme, liée à des changements de politiques économiques et fiscales depuis 1945 ;
- le ralentissement de la croissance de la productivité et de la population, en cohérence avec les prédictions du modèle Harrod-Domar-Solow, selon lequel un taux d’épargne constant engendre mécaniquement un ratio richesse/revenu élevé à long terme.

Ce travail a renouvelé l’analyse macroéconomique du capital dans les économies riches, soulignant notamment un  retour historique à des niveaux d’accumulation "pré-industriels".[réf. nécessaire]
Gabriel Zucman via ses recherches sur les paradis fiscaux, notamment présentée dans The Hidden Wealth of Nations : The Scourge of Tax Havens (La richesse cachée des nations, le fléau des paradis fiscaux), est l'un des pionnier de la quantification de la richesse mondiale dissimulée dans les paradis fiscaux. Il a contribué à évaluer leur rôle dans la dégradation des finances publiques mondiales,[source insuffisante], et a montré que la croissance des inégalités économiques mondiales est en partie lié à la concentration croissante de la richesse dans les mains du 1 % le plus riche[réf. nécessaire], dont une part significative est soustraite à l’impôt via des montages offshore. Zucman a estimé que plus de 7 000 milliards de dollars ont ainsi été dissimulés dans des juridictions opaques, comme la Suisse, le Luxembourg, Hong Kong, les Bahamas, les îles Caïmans… Dans son ouvrage La richesse cachée des nations, Zucman a estimé cette richesse cachée, en croisant les données des balances des paiements, des statistiques bancaires internationales et des écarts comptables entre actifs et passifs financiers. Il a étudié le fonctionnement des paradis fiscaux, leur rôle dans l'industrie de la finance pour l’évasion fiscale des particuliers et des multinationales, ainsi que les pertes fiscales qu’ils engendrent pour les États et la plus grande partie de leurs populations (environ 200 milliards de dollars par an selon ses estimations).

## Réception critique
Lorsque Zucman a publié ses statistiques dans le New York Times en 2019, plusieurs économistes ont remarqué une anomalie dans ses calculs. Ses calculs partaient du principe que les actionnaires fortunés supportaient l'intégralité du fardeau de l'impôt sur les sociétés. En faisant abstraction que l'incidence de l'impôt sur les sociétés se répartit sur divers acteurs économiques, Zucman surestime considérablement la charge fiscale estimée pesant sur les Américains fortunés au milieu du XXe siècle, lorsque les taux d'imposition fédéraux sur les sociétés étaient bien plus élevés qu'aujourd'hui ce qui revient à surestimer la situation des hauts revenus « avant », ce qui exagère la comparaison des taux d'imposition avant et après. Zucman procéderait à la même pour le bas de l'échelle des revenus en excluant volontairement de ses calculs le crédit d'impôt pour revenu gagné et le crédit d'impôt pour enfant. Omettant ces crédits remboursables, ses statistiques surestiment – de près de deux fois – les taux d'imposition des 20 % les moins bien payés. Selon des méthodes comptables plus conventionnelles, les 0,001 % les plus riches ont payé environ 42 % d'impôts en 1964 et 41 % en 2014, ce qui suggère que le taux d'imposition global des ultra-riches est resté pratiquement inchangé durant cette période.
Selon National Review, Gabriel Zucman, peu avant sa déclaration médiatique de 2019, aurait discrètement supprimé les données contradictoires de son site web, jusqu'à ce que d'autres économistes s'en aperçoivent. À la suite de cette découverte, l'ancien secrétaire au Trésor Larry Summers déclare être « convaincu à environ 98,5 % par les critiques de [Zucman] » que les données étaient « substantiellement inexactes et substantiellement trompeuses ».

## Prises de position
Gabriel Zucman a conseillé les candidats démocrates Elizabeth Warren et Bernie Sanders à l'élection présidentielle américaine de 2020.
Dans le cadre des élections législatives françaises de 2022, il co-signe une tribune soutenant le programme économique de la Nouvelle Union populaire écologique et sociale (NUPES).

## Distinctions
En mai 2018, le journal Le Monde et le Cercle des économistes lui attribuent le prix du meilleur jeune économiste de France. Lors de la réception de son prix à la Banque de France, il tient un discours particulièrement critique contre les banques d'affaires et la finance de marché.
En juin 2019, il est lauréat du prix Bernacer pour l'année 2018 pour ses recherches « d'influence » sur les inégalités et les effets redistributifs de la mondialisation.
En juillet 2019, selon un classement RePEc basé sur la notoriété des travaux publiés (citations, téléchargements, etc.), il était classé comme étant le meilleur jeune économiste dans le monde.
Il reçoit en 2023 la médaille John-Bates-Clark, prix décerné chaque année à un économiste de moins de quarante ans « qui a apporté une contribution significative à la pensée et à la connaissance économique » pour ses travaux consacrés à l’évasion fiscale et à la montée des inégalités.

### Ouvrages
- La Richesse cachée des nations : enquête sur les paradis fiscaux [« The Hidden Wealth of Nations: The Scourge of Tax Havens »] (trad. de l'anglais), Seuil, coll. « La République des idées », 2013, 144 p. (ISBN 978-2-0213-7568-8)
- avec Emmanuel Saez (trad. de l'anglais), Le Triomphe de l'injustice - Richesse, évasion fiscale et démocratie [« The Triumph of Injustice: How the Rich Dodge Taxes and How to Make Them Pay »], Seuil, coll. « Les Livres du nouveau monde », 2020, 304 p. (ISBN 978-2-0214-1212-3)

### Publications
- (en) Emmanuel Saez et Gabriel Zucman, « Wealth Inequality in the United States since 1913: Evidence from Capitalized Income Tax Data * », The Quarterly Journal of Economics, vol. 131, no 2,‎ 1er mai 2016, p. 519–578 (ISSN 0033-5533 et 1531-4650, DOI 10.1093/qje/qjw004, lire en ligne, consulté le 11 juin 2025)
- (en) Thomas Piketty, Emmanuel Saez et Gabriel Zucman, « Distributional National Accounts: Methods and Estimates for the United States », The Quarterly Journal of Economics, vol. 133, no 2,‎ 2018, p. 553–609 (DOI 10.1093/qje/qjy007)
- (en) Thomas Tørsløv, Ludvig Wier et Gabriel Zucman, « The Missing Profits of Nations », The Review of Economic Studies, vol. 90, no 3,‎ 2023, p. 1499–1534 (DOI 10.1093/restud/rdad033)
- (en) Annette Alstadsæter, Niels Johannesen et Gabriel Zucman, « Tax Evasion and Inequality », American Economic Review, vol. 109, no 6,‎ 2019, p. 2073–2103 (DOI 10.1257/aer.20172043)
- (en) Gabriel Zucman, « Taxing Across Borders: Tracking Personal Wealth and Corporate Profits », Journal of Economic Perspectives, vol. 28, no 4,‎ 2014, p. 121–148 (DOI 10.1257/jep.28.4.121)
- (en) Gabriel Zucman, « The Missing Wealth of Nations: Are Europe and the US Net Debtors or Net Creditors? », The Quarterly Journal of Economics, vol. 128, no 3,‎ 2013, p. 1321–1364 (DOI 10.1093/qje/qjt012)
- (en) Thomas Piketty, Li Yang et Gabriel Zucman, « Capital Accumulation, Private Property and Rising Inequality in China, 1978–2015 », American Economic Review, vol. 109, no 7,‎ 2019, p. 2469–2496 (DOI 10.1257/aer.20170971)
- (en) Annette Alstadsæter, Niels Johannesen et Gabriel Zucman, « Who Owns the Wealth in Tax Havens? Macro Evidence and Implications for Global Inequality », Journal of Public Economics, vol. 162,‎ 2018, p. 89–100 (DOI 10.1016/j.jpubeco.2018.01.008)
- (en) Niels Johannesen et Gabriel Zucman, « The End of Bank Secrecy? An Evaluation of the G20 Tax Haven Crackdown », American Economic Journal: Economic Policy, vol. 6, no 1,‎ 2014, p. 65–91 (DOI 10.1257/pol.6.1.65)
- (en) Filip Novokmet, Thomas Piketty et Gabriel Zucman, « From Soviets to Oligarchs: Inequality and Property in Russia, 1905–2016 », Journal of Economic Inequality, vol. 16, no 2,‎ 2018, p. 189–223 (DOI 10.1007/s10888-017-9375-8)
- (en) Facundo Alvaredo, Lucas Chancel, Thomas Piketty, Emmanuel Saez et Gabriel Zucman, « Global Inequality Dynamics: New Findings from WID.world », American Economic Review, Papers & Proceedings, vol. 107, no 5,‎ 2017, p. 404–409
- (en) Gabriel Zucman, « Global Wealth Inequality », Annual Review of Economics, vol. 11,‎ 2019, p. 109–138 (DOI 10.1146/annurev-economics-080218-025852)
- (en) Thomas Piketty et Gabriel Zucman, « Wealth and Inheritance in the Long Run », dans Handbook of Income Distribution, vol. 2, Elsevier, 2015, 1303–1368 p. (ISBN 978-0-444-59428-0)
- (en) Emmanuel Saez et Gabriel Zucman, « The Rise of Income and Wealth Inequality in America: Evidence from Distributional Macroeconomic Accounts », Journal of Economic Perspectives, vol. 34, no 4,‎ 2020, p. 3–26
- (en) Emmanuel Saez et Gabriel Zucman, « Progressive Wealth Taxation », Brookings Papers on Economic Activity, vol. 2019, no 2,‎ 2019, p. 437–533
- (en) Katrine Jakobsen, Katrine Jakobsen, Henrik Kleven et Gabriel Zucman, « Wealth Taxation and Wealth Accumulation: Theory and Evidence from Denmark », Quarterly Journal of Economics, vol. 135, no 1,‎ 2020, p. 329–388 (DOI 10.1093/qje/qjz030)
- (en) Facundo Alvaredo, Tony Atkinson, Lucas Chancel, Thomas Piketty, Emmanuel Saez et Gabriel Zucman, « Distributional National Accounts (DINA) Guidelines: Concepts and Methods Used in WID.world », WID.world Working Paper, no 2,‎ 2016 (lire en ligne)
- (en) Facundo Alvaredo, Lucas Chancel, Thomas Piketty, Emmanuel Saez et Gabriel Zucman, « The Elephant Curve of Global Inequality and Growth », AEA Papers and Proceedings, vol. 108,‎ 2018, p. 103–108
- (en) Annette Alstadsæter, Niels Johannesen, S. L. G. Herry et Gabriel Zucman, « Tax Evasion and Tax Avoidance », Journal of Public Economics, vol. 206, no 104587,‎ 2022 (DOI 10.1016/j.jpubeco.2022.104587)
- (en) Facundo Alvaredo, Tony Atkinson, Thomas Piketty, Emmanuel Saez et Gabriel Zucman, « The World Wealth and Income Database », sur wid.world (consulté le 11 juin 2025)
- (en) Facundo Alvaredo, Tony Atkinson, Thomas Blanchet, Lucas Chancel, Luis Bauluz et Marie Fisher-Post, Distributional National Accounts Guidelines, Methods and Concepts Used in the World Inequality Database, Paris School of Economics, 2020
- (en) John Guyton, Patrick Langetieg, Daniel Reck, Maximilian Risch et Gabriel Zucman, Tax Evasion at the Top of the Income Distribution: Theory and Evidence, National Bureau of Economic Research, 2021
- Emmanuel Saez et Gabriel Zucman, Le Triomphe de l'injustice. Richesse, évasion fiscale et démocratie, Média Diffusion, 2020 (ISBN 2021412121)
- André Barilari, « « Le triomphe de l'injustice (richesse, évasion fiscale et démocratie) » d'Emmanuel Saez et Gabriel Zucman (Seuil 2020). Résumé et commentaires », Gestion & Finances Publiques, vol. 3, no 3,‎ 3 juillet 2020, p. 39–45 (ISSN 1969-1009, DOI 10.3166/gfp.2020.3.005, lire en ligne, consulté le 11 juin 2025)
- (en) Emmanuel Saez et Gabriel Zucman, Trends in US Income and Wealth Inequality: Revising after the Revisionists, National Bureau of Economic Research, 2020
- (en) Thomas Piketty, Emmanuel Saez et Gabriel Zucman, Rethinking Capital and Wealth Taxation, Paris School of Economics and UC Berkeley, 2013
- (en) Kimberly Clausing, Emmanuel Saez et Gabriel Zucman, Ending Corporate Tax Avoidance and Tax Competition: A Plan to Collect the Tax Deficit of Multinationals, UCLA School of Law, Law-Econ Research Paper, 2021
- (en) Camille Landais, Emmanuel Saez et Gabriel Zucman, « A Progressive European Wealth Tax to Fund the European COVID Response », dans Europe in the Time of COVID-19, 2020, 113 p.
- (en) Thomas Wright et Gabriel Zucman, The Exorbitant Tax Privilege, National Bureau of Economic Research, 2018
- (en) Thomas Blanchet, Emmanuel Saez et Gabriel Zucman, Real-Time Inequality, National Bureau of Economic Research, 2022